# Colin Frake on Fire Mountain
Colin Frake on Fire Mountain – ścieżka dźwiękowa do książki o tym samym tytule przygotowana przez amerykańską wytwórnię Two Steps from Hell. Ścieżka dźwiękowa została wydana 1 lipca 2014.

## Lista utworów
Źródło: CD Baby
| Nr  | Tytuł                     | Długość |
| --- | ------------------------- | ------- |
| 1.  | „Colin Frake”             | 2:59    |
| 2.  | „Prologue”                | 3:11    |
| 3.  | „Legend of Velkee”        | 2:13    |
| 4.  | „Nightwood”               | 3:10    |
| 5.  | „Fire Mountain”           | 1:59    |
| 6.  | „Gore’s Theme”            | 2:14    |
| 7.  | „Light Comes Before Dark” | 2:02    |
| 8.  | „He’s the Giant”          | 2:58    |
| 9.  | „Hadrian’s Demon”         | 2:56    |
| 10. | „Talia’s Theme”           | 3:16    |
| 11. | „Battle at Hoback”        | 3:20    |
| 12. | „Queen of the Forest”     | 1:35    |
| 13. | „Reanne”                  | 9:00    |
| 14. | „Downstream”              | 3:37    |

## Pozycje na listach
| Państwo           | Lista (2014)               | Najwyższa pozycja |
| ----------------- | -------------------------- | ----------------- |
| Stany Zjednoczone | Classical Albums           | 22                |
| Stany Zjednoczone | Classical Crossover Albums | 10                |